# Brevipalpus alternatus
Brevipalpus alternatus är en spindeldjursart som beskrevs av De Leon 1961. Brevipalpus alternatus ingår i släktet Brevipalpus och familjen Tenuipalpidae. Inga underarter finns listade.